# Kenan İmirzalıoğlu

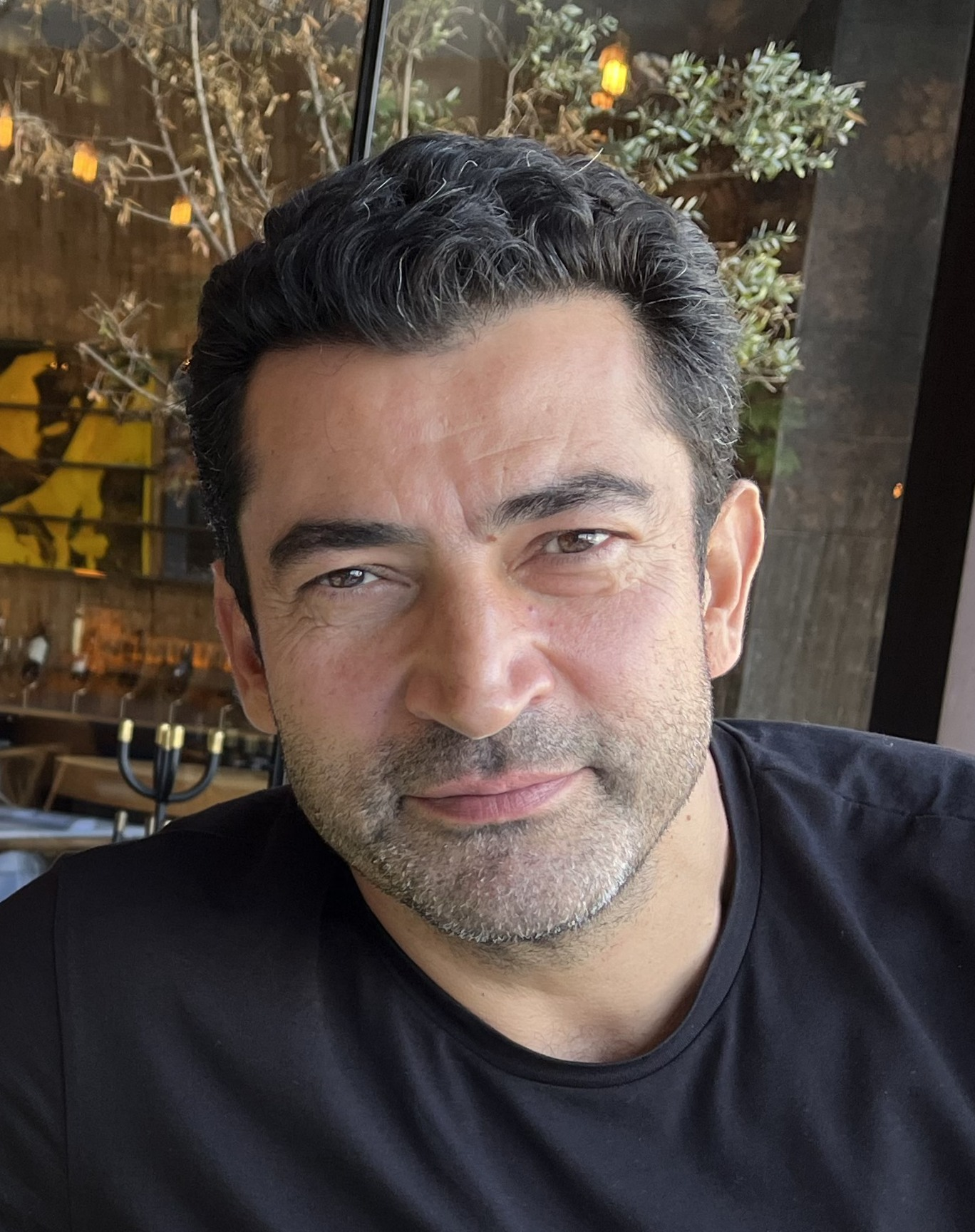
Kenan İmirzalıoğlu (2022)

Kenan İmirzalıoğlu (* 18. Juni 1974 in Ankara) ist türkischer Schauspieler und Model.

## Leben
İmirzalıoğlu ist das jüngste von drei Kindern. Er hat bis zu seinem 12. Lebensjahr in Ankara gelebt.
Sein Studium der Mathematik absolvierte er an der Yıldız Teknik Universität in Istanbul. Während dieser Zeit wurde er als Model entdeckt und gewann den Titel Model of the World.
Als Schauspieler wurde er durch die türkische Fernsehserie Deli Yürek bekannt. Er spielte die Hauptrolle in dem Antikriegsfilm Yazı Tura – Kopf oder Zahl, der auf dem Antalya Film Festival 2004 elf Preise erhielt. Zuletzt war İmirzalıoğlu in den Kinofilmen Son Osmanlı - Yandım Ali und Für Liebe und Ehre zu sehen. Von Oktober 2009 bis Juni 2011 war er in der Fernsehserie Ezel als Hauptrolle zu sehen. Von Oktober 2012 bis Juni 2015 spielte er die Hauptrolle in der Fernsehserie Karadayi, die in den Siebzigerjahren spielte.
Im Oktober 2015 wurde er wegen Drogenkonsums zu 10 Monaten Gefängnis verurteilt.
Kenan İmirzalıoğlu heiratete am 14. Mai 2016 die türkische Schauspielerin Sinem Kobal.
Seit Januar 2020 ist er Moderator bei der türkischen Fernsehsendung „Wer wird Millionär“.

## Filmografie
- 1998: Deli Yürek (Fernsehserie 1999–2002) (als Yusuf Miroglu)
- 2001: Deli Yürek: Bumerang Cehennemi
- 2003: Alacakaranlık (als Ferit Caglayan)
- 2004: Yazi Tura (als Hayalet Cevher)
- 2005: Acı Hayat (Fernsehserie 2005–2007) (als Mehmet Kosovali)
- 2006: Son Osmanlı – Yandım Ali (als Yandım Ali)
- 2007: Kabadayı (als Devran)
- 2009–2011: Ezel (Fernsehserie 2009–2011) (als Ezel Bayraktar)
- 2010: Die Drachenfalle – Ejder Kapani (als Akrep Cello)
- 2012: Uzun Hikaye (als Bulgar Ali)
- 2013–2015: Karadayı (Fernsehserie) (als Mahir Kara)
- 2018: Mehmed Bir Cihan Fatihi (Fernsehserie) (als Fatih Sultan Mehmed)
- 2020: Alef (Fernsehserie) (als Kommissar Kemal)